# Куш-Елга (Татарстан)
Куш-Елга́ (тат. Кушъелга, Ашыт) — село в Заинском районе Республики Татарстан, в составе Нижнебишевского сельского поселения.

## Этимология
Топоним произошёл от татарского слова «куш» (пара, сдвоенный) и гидрографического термина «елга» (река).

## География
Село находится в бассейне реки Зыча, в 34 км к северо-востоку от районного центра — города Заинска.

## История
Село Куш-Елга (также была известно под названием Кушнарат-Елга, Ашит) упоминается в первоисточниках с 1678 года.
В сословном плане, в XVIII веке и вплоть до 1860-х годов жителей села причисляли к государственным крестьянам, происходящим из ясачных татар, в том числе старо- и новокрещёных. Их основными занятиями в то время были земледелие, скотоводство, пчеловодство, бондарный, колёсный, кузнечный, валяльно-войлочный и рогожный промыслы, извоз, ткачество (холсты и сукно), плетение лаптей.
В «Списке населенных мест по сведениям 1870 года», изданном в 1877 году, населённый пункт упомянут как деревня Кушнерад-илга (Кушнарт-илга) 4-го стана Мензелинского уезда Уфимской губернии. Располагалась при речке Кушнерад-илге, по левую сторону коммерческого тракта из Бирска в Мамадыш, в 65 верстах от уездного города Мензелинска и в 29 верстах от становой квартиры в селе Бережные Челны. В деревне, в 74 дворах жили 471 человек (239 мужчин и 232 женщины, татары, русские), были мечеть, 2 училища, водяная мельница. Жители занимались земледелием, скотоводством, пчеловодством.
По сведениям начала XX столетия, в деревне действовали мечеть, мектеб, водяная мельница, 2 крупообдирки. Земельный надел сельской общины составлял 1416 десятин.
По подворной переписи 1912–1913 годов, из 191 двора 71 двор сочетал сельское хозяйство с кустарными промыслами.
В 1921 году село пострадало от голода и сильного пожара, уничтожившего две трети дворов, мечеть и медресе.
С периода коллективизации  в селе работали  коллективные сельскохозяйственные   предприятия, с 2004 года — сельскохозяйственные предприятия в форме ООО.
До 1920 года село входило в Ахметьевскую волость Мензелинского уезда Уфимской губернии. С 1920 года в составе Мензелинского, с 1922 – Челнинского кантонов ТАССР. С 10 августа 1930 – в Челнинском, с 10 февраля 1935 – в Заинском, с 1 февраля 1963 – в Челнинском, с 1 февраля 1972 в Заинском районах.
До 2000-х годов работала начальная школа.

## Население
| 1859 | 1870 | 1897 | 1913 | 1920 | 1926 | 1938 | 1949 | 1958 | 1970 | 1979 | 1989 | 2002 | 2010 | 2017 |
| ---- | ---- | ---- | ---- | ---- | ---- | ---- | ---- | ---- | ---- | ---- | ---- | ---- | ---- | ---- |
| 408  | 471  | 806  | 1112 | 1203 | 646  | 712  | 700  | 725  | 754  | 524  | 280  | 244  | 211  | 166  |

Национальный состав
По данным переписей населения, в селе проживают татары.

## Экономика
Полеводство, скотоводство.

## Инфраструктура
Дом культуры, библиотека, фельдшерско-акушерский пункт.

## Религия
Мечеть (с 1991 года).